# Sebastián Closter
Sebastián Closter (San Jerónimo Norte, 13 de maio de 1989) é um voleibolista indoor argentino. Ele fez parte da equipe nacional de voleibol masculino Argentina no Campeonato Mundial masculino de vôlei da FIVB 2014 na Polónia. Ele jogou com o Club Ciudad de Bolívar. E participou também dos jogos olímpicos do Rio 2016 na cidade do Rio de Janeiro, Brasil.